# Symphonie no 40 de Mozart
Pour les articles homonymes, voir Symphonie no 40.
La Symphonie no 40 en sol mineur, KV 550 a été composée par Wolfgang Amadeus Mozart durant l'été 1788, alors âgé de 32 ans. C'est la plus célèbre de ses symphonies, y atteignant un équilibre exceptionnel entre le fond et la forme, la richesse thématique et la dynamique rythmique. Elle est parfois appelée la « Grande symphonie en sol mineur », pour la distinguer de la « Petite symphonie en sol mineur » no 25 écrite dans la même tonalité.

## Historique
Écrite par le musicien trois semaines après la Symphonie no 39, elle est achevée le 25 juillet 1788 (ses trois dernières symphonies, dont celle-ci, sont terminées en moins de deux mois). Les circonstances précises de sa composition restent inconnues. La partition a été remaniée après 1791 par l'ajout de parties de clarinettes ce qui était inhabituel dans la symphonie classique jusqu'alors, jusqu'à ce que Beethoven impose définitivement ces pupitres dans l'orchestre symphonique. La rumeur à propos du fait que cette symphonie n'ait pas été jouée semble fausse ; en effet, si Mozart a modifié sa nomenclature en ajoutant une partie de clarinette, c'est bien qu'il avait entendu sa première version et qu'elle lui convenait mieux en ajoutant la partie de clarinette.
Le manuscrit a appartenu un temps à Johannes Brahms.
La 40e Symphonie est dans un ton et une atmosphère tout différents. Après des moments épiques de spiritualité dans la 39e Symphonie en mi bémol majeur, Mozart développe dans la sol mineur un sentiment tragique et angoissé, toutefois exprimé avec une grâce mélancolique d'une beauté insurpassable. Le célèbre thème anapestique ouvrant le premier mouvement est devenu presque aussi mythique que celui ouvrant la Cinquième Symphonie de Beethoven. Probablement, la perte de sa fille en bas âge et l’impopularité relative dont souffrait durant cette période le compositeur ont-elles contribué à l'atmosphère inquiète et tourmentée de la symphonie. Elle est aujourd’hui immensément populaire, de loin la plus jouée du compositeur, et même l'une des œuvres les plus emblématiques de la musique classique universelle. Sa géniale véhémence, fruit d'un art au sommet de ses capacités, n'a jamais cessé de séduire toutes les générations depuis le temps de sa création.

## Instrumentation
| Instrumentation de la symphonie no 40                                          |
| Cordes                                                                         |
| premiers violons, seconds violons, altos, violoncelles, contrebasses           |
| Bois                                                                           |
| 1 flûte, 2 hautbois, 2 clarinettes en si bémol, (dans la 2e version) 2 bassons |
| Cuivres                                                                        |
| 2 cors en si bémol et en sol                                                   |

## Structure

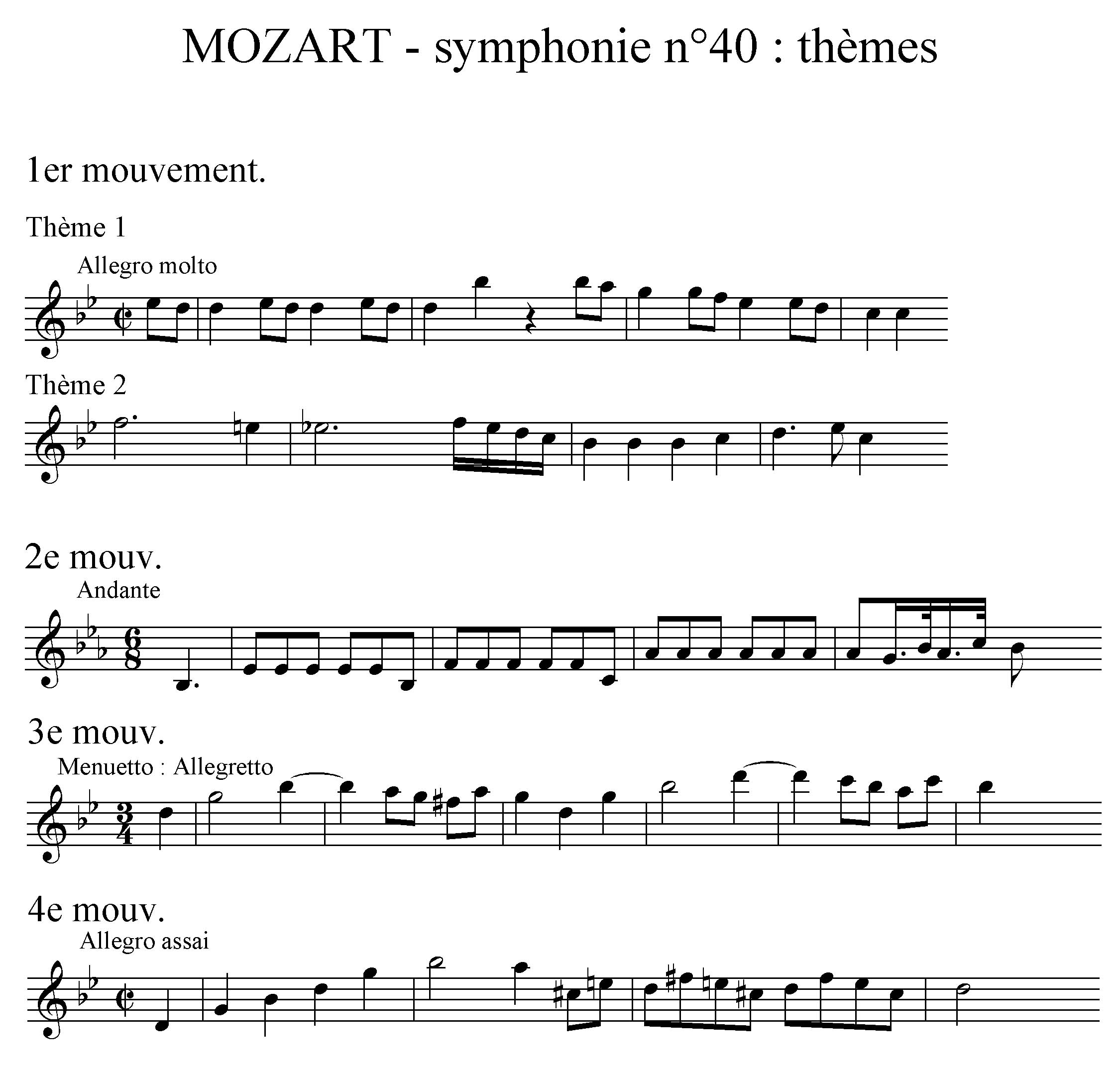
Thèmes des quatre mouvements

La symphonie comprend quatre mouvements:
1. Molto allegro, à , en sol mineur, 299 mesures
2. Andante, à 
, en mi bémol majeur, 123 mesures
3. Menuet et Trio à 
, en sol mineur, 84 mesures
4. Allegro assai, à , en sol mineur, 308 mesures

Durée : environ 36 minutes

## Analyse
L'atmosphère de cette symphonie évoque celle de la Symphonie no 25 en sol mineur, déjà rien que par la similitude de tonalité. C'est d'ailleurs, avec cette dernière, la seule symphonie de Mozart écrite en mode mineur.
Le premier mouvement, de tempo allegro, obéit à la classique forme sonate (exposition à deux thèmes, mineur contre majeur, exposition bis, développement central, réexposition, coda). Ce mouvement initial ne comporte pas, comme c'est le cas dans certaines des symphonies tardives de Mozart (36, 38 et 39), d'introduction lente. L'allegro molto se lance d'emblée dans le fameux thème anapestique d'ouverture, à la fois pathétique et d'une indicible grâce mélancolique, joué par les violons comme « à voix basse », au-dessus d'un frémissement rythmique, continu et fiévreux, joué par les altos.
À la gravité de l’Andante, entrecoupée de séquences fortement rythmiques alliant la grâce à la grandeur, répond un menuet (forme A-B-A) d'une farouche pugnacité, qui ne cesse toutefois de séduire par l'élégance de ses fortes articulations au contrepoint provocateur dans ses parties A, encadrant un Trio central (partie B) d'un charme volontairement naïf et empreint de nostalgie.
Enfin, le final Allegro Assai se lance sur un arpège ascendant, rapide, de forme inquiète et interrogative, auquel répond constamment en alternance, comme du tac au tac, la même phrase brève, aussi autoritaire qu'impérieuse. Ainsi, l'atmosphère globale du mouvement est comme dominée par une colère fébrile, qu’aucune coda conclusive ne semble pouvoir apaiser, mais, en même temps, et tel est le « miracle mozartien », l'ensemble reste sans cesse sous l'empire de la beauté et de la grâce les plus souveraines et les plus parfaites. On peut supposer que cette colère manifeste et dominante a pu être engendrée par la perte de sa fille âgée d'un an, Theresia Constanzia Adelheid Friedericke Maria Anna, lors de l'été de 1788 : période à laquelle Wolfgang Amadeus Mozart composa la symphonie no 40 en sol mineur.

## Réception
Robert Schumann, dans un article sur quelques erreurs dans les partitions de Bach, Mozart et Beethoven, évoque en ces termes la symphonie : « une œuvre dont chaque note est de l'or pur, chaque partie un trésor ».

## Reprises
Des parties de la symphonie ont été adaptées et arrangées à plusieurs reprises dans la musique pop :
- En 1971, le premier mouvement en version pop de Waldo de los Ríos est un succès en Grande-Bretagne et en Allemagne.
- Les Compagnons de la chanson ont chanté la symphonie sous le titre "Au temps de Pierrot et Colombine"[réf. nécessaire].
- Une exécution d'un extrait du premier mouvement est une scène comique du film « Le Grand Blond avec une chaussure noire ».[réf. nécessaire]
- La chanteuse Fairuz chante en arabe Ya ana, Ya ana (يا انا يا انا) sur la mélodie de la symphonie no 40[2],[3].